# Carlos Manato
Carlos Humberto Manato (Alegre, no dia 7 de agosto de 1957) é médico e político brasileiro, atualmente se encontra filiado ao Partido Liberal (PL).

## Biografia
Médico ginecologista, Manato iniciou a vida pública como Secretário de Serviços da Prefeitura Municipal de Serra de 2001 a 2002, quando deixou o cargo para disputar e ser eleito deputado federal pelo Espírito Santo.
Escolhido por 56.219 eleitores capixabas no pleito de outubro de 2002, assumiu seu primeiro mandato eletivo em fevereiro de 2003, e acabou sendo reeleito por 4 mandatos consecutivos, exercendo por três ocasiões a vice-liderança da bancada do PDT. Em 2013, após 11 anos no PDT, se filiou ao Solidariedade, pelo qual se reelegeu em 2014 com 67.631 votos, e chamou a atenção da mídia nacional pela atuação na crise política de 2016, quando promoveu um "bolão" no Congresso para o impeachment da presidente Dilma Rousseff, e lançou sua candidatura à presidência da Câmara para suceder Eduardo Cunha, que renunciara após dois meses de afastamento em meio à denúncias de corrupção.
Em 2018, após quatro mandatos como deputado no Congresso Nacional, se lançou candidato a Governador do Espírito Santo pelo PSL, ficando em 2º lugar, com 525.973 votos (27,22% dos votos válidos).
Em 2019, após encerrar sua passagem pelo Congresso, foi convidado pelo presidente Jair Bolsonaro a assumir a Secretaria Especial da Casa Civil para a Câmara dos Deputados, permanecendo no cargo até junho daquele ano, quando foi exonerado.
Foi Presidente do Conselho Deliberativo do Sebrae-ES
Em 2022, já filiado ao PL, Manato se candidatou novamente ao Governo do Espirito Santo com apoio de Bolsonaro, e obteve 800.598 votos (38,48%) no primeiro turno, avançando para a etapa final contra o então governador e candidato à reeleição Renato Casagrande (PSB). No segundo turno, acabou derrotado com 1.006.021 votos (46,20% dos votos válidos), mas se garantiu como influente liderança política do estado, sendo um dos principais opositores ao terceiro governo Casagrande.

## Votações
Em 17 de abril de 2016, votou pela abertura do processo de impeachment de Dilma Rousseff.

Posteriormente, votou a favor da PEC do Teto dos Gastos Públicos. Em abril de 2017, votou contra a Reforma Trabalhista. Em agosto de 2017, votou a favor do processo em que se pedia abertura de investigação do então presidente Michel Temer.